# Handley Page
La Handley Page Limited era una azienda aeronautica inglese. L'azienda venne fondata da Frederick Handley Page nel 1909 e basata sull'aerodromo di Radlett nello Hertfordshire, ed era conosciuta per la sua produzione di aerei di linea e bombardieri pesanti. La sua attività cessò nel 1970 quando l'azienda venne messa in liquidazione volontaria.

## Prodotti

### Designazioni
La Handley Page utilizzava una progressione di lettere per designare i tipi, in combinazione con i numeri, che potevano avere un significato o meno e designavano i sottotipi; ad esempio la sigla O/100 designava il tipo O con un'apertura alare di 100 piedi. Nel 1924 l'azienda passò ad utilizzare le lettere HP ed un numero per designare il modello specifico. Quindi il modello O/100 divenne lo HP.16 e lo W.8 cambiò in HP.18.
Assorbita la Miles Aircraft, i suoi successivi progetti dell'ufficio di progettazione di Reading vennero classificati come HPR (da Handley Page Reading), seguito da un numero di identificazione (per esempio lo HPR.1 Marathon).

### Progetti
- Type A / HP.1 - monoplano (1910)
- Type B / HP.2 - biplano
- Type D / HP.4 - monoplano (1911)
- Type E / HP.5 - monoplano
- Type F / HP.6 - monoplano
- Type G / HP.7 - biplano
- Type L / HP.8 - biplano - mai volato
- Handley Page HP.14
- Type O / HP.16 - bimotore bombardiere
  - O/100
  - O/400
    - O/10 aereo di linea
    - O/11 aereo di linea
    - W/400 aereo di linea

  - O/7 bombardiere
- V/1500
- Type W aereo di linea
  - W8 / HP.18 / HP.26 Hamilton
  - W9 / HP.27 Hampstead
- W10 / HP.30 Hyderabad
- HP.19 Hanley
- Type S / HP.21
- HP.22
- HP.23
- HP.25 Hendon
- C/7 /HP.28 Handcross
- Handley Page HP.54 Harrow
- HP.32 Hamlet
- HP.33 / HP.35 / HP.36 Hinaidi - bombardiere pesante
- HP.34 Hare
- HP.38 / HP.50 Heyford - bombardiere pesante biplano
- HP.39 Gugnunc - sperimentale biplano
- HP.42 - aereo di linea biplano
- HP.43 - trimotore biplano bombardiere trasporto
- HP.45 - aereo di linea biplano
- HP.51 - prototipo di bombardiere / trasporto
- HP.52 Hampden - bombardiere medio
- HP.53  - bombardiere progettato per la Svezia - portò allo HP.52 Hereford
- HP.54 Harrow - monoplano pesante bombardiere
- HP.55 - progetto di bombardiere bimotore pesante
- HP.56 - progetto di bombardiere pesante bimotore
- Halifax - bombardiere pesante quadrimotore
  - HP.57 Halifax Mk.I
  - HP.58 Halifax Mk.II
  - HP.59 Halifax Mk.II Series
  - HP.61 Halifax Mk.III
  - HP.63 Halifax Mk.V / VI / VII
  - HP.70
    - Halifax Mk.VIII
    - Halton - aereo di linea

  - HP.71 Halifax Mk.IX
- HP.67 Hastings - trasporto militare
- Handley Page Hermes - aereo di linea
  - HP.68 Hermes I
  - HP.74 Hermes II
  - HP.81 Hermes IV
  - HP.82 Hermes V
- HP.75 Manx - aereo da ricerca senza coda
- HP.80 Victor - bombardiere quadrimotore
- HP.88 - aereo da ricerca Victor
- HP.115 - aereo da ricerca con ali a delta
- HP.100 - bombardiere ricognitore OR.330
- HP.137 Jetstream - aereo di linea bimotore turboelica

Progetti Handley Page (Reading) 
- HPR.1 Marathon - aereo di linea
- HPR.2 - addestratore basico
- HPR.3 Herald aereo di linea
- HPR.5 Marathon - banco di prova per motori
- HPR.7 Dart Herald - aereo di linea